# Bogoslovni vestnik
Bogoslovni vestnik, sottotitolato Theological Quarterly, Ephemerides Theologicae, è una rivista accademica trimestrale di teologia, sottoposta a revisione paritaria e pubblicata dalla Facoltà di Teologia dell'Università di Lubiana. È la più antica rivista accademica slovena nel campo delle scienze umane. Gli articoli sono in inglese, francese, tedesco, [[italiano 
(lingua)|italiano]], latino o sloveno.
Gli abstract e gli articoli della rivista sono indicizzati da Religious and Theological Abstracts.